# Kramer (personaje)

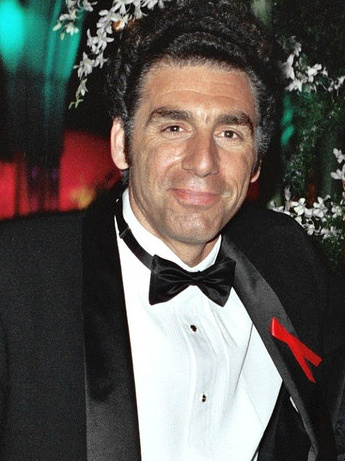
Michael Richards, en 1993.

Cosmo Kramer, generalmente conocido simplemente como "Kramer", es un personaje ficticio en la serie de televisión estadounidense Seinfeld (1989-1998), interpretado por Michael Richards.

## Inspiración
El personaje se basa libremente en el comediante Kenny Kramer, ex vecino de Larry David al otro lado del pasillo. Kramer es el amigo y vecino del personaje principal Jerry, que reside en el Apartamento 5B, y es amigo de George y Elaine. De los cuatro personajes centrales de la serie, solo Kramer no tiene medios visibles de apoyo; los pocos trabajos que tiene parecen no ser más que pasatiempos.
Sus marcas incluyen su peinado erguido y su vestuario vintage, cuya combinación llevó a Elaine a caracterizarlo como un "imbécil inconformista"; su gusto por la fruta fresca; amor por el tabaco ocasional, cigarros cubanos en particular; irrumpe a través de la puerta del departamento de Jerry; frecuentes caídas y la inclinación por disparates de ruido sin sentido y percusivos para indicar escepticismo, acuerdo, irritación y una variedad de otros sentimientos. Él ha sido descrito como "un extraordinario cruce entre Eraserhead y Herman Munster". Kramer apareció en todos menos dos episodios: "The Chinese Restaurant" y "The Pen", en la segunda y tercera temporada, respectivamente.

## Trasfondo y Personalidad
En "The Trip", Kramer admite que un hombre en un parque se expuso a él cuando era un niño. En "The Big Salad", Kramer le revela a Jerry que creció en un hogar estricto donde tenía que estar en la cama todas las noches a las 9:00 p. m. En "The Letter", Kramer le dice a dos clientes de arte que se escapó de casa a los diecisiete años y se escabulló a bordo de un barco de vapor con destino a Suecia.
Kramer nunca completó la escuela secundaria; sin embargo, se deja en claro en "The Barber" que Kramer tiene un GED.
Kramer estuvo alejado durante un largo período de su madre, Babs Kramer, que trabaja como matrona de baños en un restaurante exclusivo. A diferencia de George y Jerry, el personaje de Kramer no tiene una red bien desarrollada de miembros de la familia que se muestran en la comedia de situación. Él es el único personaje principal en el programa cuyo padre nunca hace acto de presencia; sin embargo, en "La mujer china", Kramer menciona que él es el último miembro masculino de su familia, lo que implica que su padre había muerto. También menciona en "The Lip Reader" que tiene o tuvo un primo sordo, de quien aprendió el lenguaje de señas americano fluido, pero cuando Kramer trata de comunicarse en ASL, habla un galimatías completo y no puede traducir correctamente el ASL que ve a otros usando . Él también aparentemente no tiene hijos biológicos, aunque adoptó la milla 114 de la Autopista Arthur Burkhardt en "The Pothole".
Durante una discusión de apertura, Kramer le revela a Jerry que en 1979 fue golpeado en la cabeza por un aire acondicionado caído mientras caminaba por la acera. Jerry pregunta si fue entonces cuando Kramer vivió en Greenwich Village, a lo que Kramer responde que no puede recordar. Esto se discute al comienzo de "The Little Kicks".
En "The Strong Box", se revela que Kramer pasó un breve tiempo en el ejército, aunque la información sobre este momento está "clasificada". En el episodio tres de la primera temporada, dice que vivió en Los Ángeles durante tres meses.
Otro de los aspectos que caracterizan a Kramer es su "atractivo animal" para con las mujeres, ya que muchos personajes femeninos de la serie se enamoran de él a pesar de sus torpezas, y de cierta candidez, que siempre tienen efecto humorístico